# Halton-on-Lune
Koordinaten: 54° 5′ N, 2° 46′ W

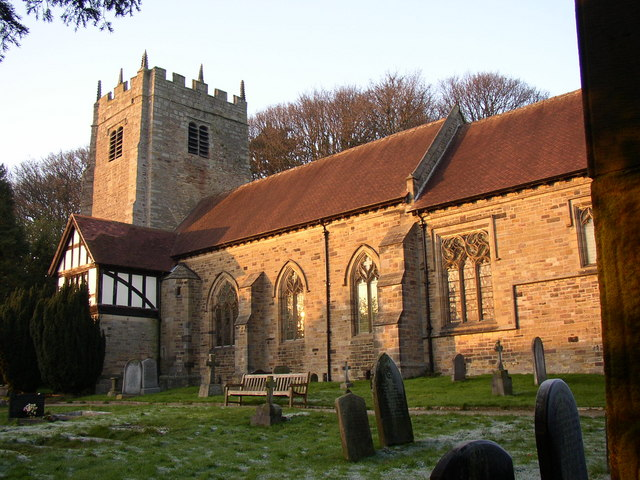
St Wilfrid’s Church, Halton

Halton oder Halton-on-Lune ist ein Ort in Lancashire, England. Zusammen mit dem Weiler Aughton bildet er die civil parish Halton-with-Aughton. Die civil parish hat 2306 Einwohner (2001).

## Geschichte
Halton wird als Haltun im Domesday Book erwähnt, es hatte aber auch davor schon Bedeutung, da es Earl Tostig dem Bruder Harald II. gehörte. Nach dem Tode Earl Tostigs und der Normannischen Eroberung Englands veränderte sich die Bedeutung des Ortes. Das 5 km westlich gelegene Lancaster übte auf den Adel eine größere Anziehungskraft als Wohnort aus. Trotzdem blieb die strategische Bedeutung des Ortes direkt am River Lune erhalten. In Halton befinden sich die Überreste einer Festung aus dem 12. Jahrhundert. Die Befestigung war auf einem künstlich angelegten Hügel, einer Motte, errichtet worden, dessen Basis heute einen Durchmesser von 95 m und eine Höhe von 3,20 m hat, die Oberfläche des Burgberges hat einen Durchmesser von 11 m. Auf dem Plateau wurde 1939 ein Beobachtungsposten eingerichtet und später ein Fahnenmast errichtet, die den stark beschädigten Hügel weiter zerstört haben. Die Burg ist eine von mehreren Burgen im Tal des River Lune, die heute nicht mehr existieren, die aber einst als eine wichtige Verteidigungslinie gegen feindliche Einfälle aus dem Norden nach England, die  über den Gebirgspass des Shap Summit und dann entlang dem Lauf des River Lune bei Tebay vollzogen werden konnten, schützten und noch heute den Grenzlandcharakter dieser Gegend nach der normannischen Eroberung demonstrieren. Mit dem Wachsen der Bedeutung Lancasters schwand aber immer mehr die Bedeutung der Festung in Halton und die Anlage wurde schließlich aufgeben.

## Kirche
Die Kirche St Wilfrid’s in Halton hat ihren Ursprung in vornormannischer Zeit. Das heutige Kirchengebäude ist aus dem 19. Jahrhundert und der Kirchturm aus dem 16. Jahrhundert. Die Kirche ist ein Grade-II geschütztes Baudenkmal. Auf dem Kirchengelände steht ein angel-sächsisches Hochkreuz aus Sandstein, dass die Sigurd Legende darstellt. Das Kreuz, das eines von weniger als 50 im Norden von England verbliebenen Kreuzen dieser Art ist, ist ein  geschütztes Denkmal (scheduled Monument).

## Verkehr
Bis 1966 wurde der Bahnhof Halton an der ehemaligen "Little" North Western Railway und dann der Bahnstrecke Leeds–Morecambe betrieben. Die Züge zwischen Leeds und Morecambe fahren inzwischen auf einer anderen Strecke und die alte Strecke wurde zum Fahrrad- und Wanderweg umgebaut.
Westlich des Ortes verläuft der M6 motorway, dessen Anschlussstelle Lune Valley Interchange hauptsächlich auf der Südseite des Flusses liegt.